# Усу (повіт)
Пові́т У́су (яп. 有珠郡, うすぐん, МФА: [usu̥ guɴ]) — повіт в Японії, в окрузі Ібурі префектури Хоккайдо.